# قمری زمینی گلگون
قمری زمینی گلگون (نام علمی: Columbina talpacoti) نام یک گونه از سرده قمری‌های زمینی آمریکایی است.